# William Erskine, 5. Baron Erskine
William Macnaghten Erskine, 5. Baron Erskine (* 7. Januar 1841 in Simla, Britisch-Indien; † 8. Dezember 1913 in Spratton Hall, Northamptonshire), war ein britischer Peer, Offizier und Jurist.

## Leben
Er war der einzige Sohn des John Cadwallader Erskine, 4. Baron Erskine, aus dessen Ehe mit Margaret Martyn. Er wurde in Indien geboren, als sein Vater dort Dienst leistete. Nach der Rückkehr seiner Eltern nach England besuchte er das Eton College. Nach Beendigung seiner Ausbildung übernahm er die Aufgaben eines Friedensrichters.
Im Oktober 1856 trat er in die British Army ein und erwarb ein Offizierspatent als Cornet der 7th (The Princess Royal’s) Dragoon Guards. Ab 1587 war sein Regiment in Indien eingesetzt und nahm an der Niederschlagung des Indischen Aufstands von 1857 teil. Er wechselte später als Lieutenant zu den ebenfalls in Indien stationierten 9th (The Queen’s Royal) Lancers und stieg dort im Juli 1863 in den Rang eines Captain auf. Im Mai 1869 schied er schließlich aus dem Armeedienst aus.
Er durchlief anschließend eine juristische Ausbildung und wurde 1873 wurde von der Anwaltskammer Lincoln’s Inn als Barrister zugelassen. Diese Tätigkeit übte er bis zu seinem Ruhestand aus. Mit dem Tod seines Vaters im Jahr 1882 erbte er dessen Adelstitel als Baron Erskine und den damit verbundenen Sitz im House of Lords. Ab 1892 hatte er auch das Amt eines Deputy Lieutenant von Northamptonshire inne.

## Ehe und Nachkommen
Am 2. Juli 1864 heiratete er Caroline Alice Martha Grimble († 1922), Tochter des William Grimble. Mit ihr hatte er drei Söhne und eine Tochter:
- Montagu Erskine, 6. Baron Erskine (1865–1957) ⚭ 1895 Florence Flower († 1936);
- Hon. Margaret Erskine (1866–1947), ⚭ (1) 1890 Henry Edmund Lacon († 1924), ⚭ (2) 1928 Robert Cattley Carr († 1945);
- Hon. Stuart Ruaraidh Joseph Erskine (1869–1960), ⚭ (1) 1891 Muriel Lillas Colquhoun Graham († 1895), ⚭ (2) 1902 Doña Maria Guadalupe Zaara Cecilia Heaven y Ramirez de Arellano († 1956);
- Hon. Esmé Standish Erskine (1873–1924).